# Černý kočky mokrý žáby
Černý kočky mokrý žáby je třetí studiové album české hudební skupiny Lucie, vydané v roce 1994. Patrně nejtvrdší album skupiny produkoval Čechoameričan Ivan Král, známý mj. spoluprací s Patti Smith. Basové kytary se chopil Marek Minárik, který zaskakoval za P.B.CH. věnujícího se sólovému projektu. Další změnou v sestavě oproti předchozím deskám byla přítomnost hostující zpěvačky Lenky Dusilové. Na dosud vydaných dvou kompilačních albech skupiny byly jako hity z této desky vybrány písně Amerika, Vona říká jó, Sen a Ľaura (album Vše nejlepší 88–99 z roku 1999), k nimž pak další výběrové The Best of (2009) přidalo ještě písně Krev a r'n'r, Šťastnej chlap, Až tě potkám a Tereza.

## Seznam skladeb
- Krev a r'n'r (hudba a text: David Koller, Robert Kodym, Michal Dvořák)
- Černý kočky mokrý žáby (hudba a text: David Koller, Robert Kodym, Michal Dvořák)
- Vona říká jó (hudba a text: David Koller, Robert Kodym, Michal Dvořák)
- Ľaura (hudba a text: David Koller, Robert Kodym, Michal Dvořák)
- Šťastnej chlap (hudba: Ivan Král, text: David Koller, Robert Kodym, Michal Dvořák)
- Džezbalet (instrumental)
- Můžeš (hudba a text: David Koller, Robert Kodym, Michal Dvořák)
- Tereza (hudba a text: David Koller, Robert Kodym, Michal Dvořák)
- Až tě potkám (hudba a text: David Koller, Robert Kodym, Michal Dvořák)
- Чтотыменяговориш? (Štotymeňjagavariš?) (hudba a text: David Koller, Robert Kodym, Michal Dvořák)
- Dráhy těla (hudba a text: David Koller, Robert Kodym, Michal Dvořák)
- Amerika (hudba a text: David Koller, Robert Kodym, Michal Dvořák)
- Sen (hudba: Ivan Král, text: David Koller, Robert Kodym, Michal Dvořák)

## Produkce
- Ivan Král produkoval celé album mimo píseň Amerika, kterou produkovali David Koller a Michal Dvořák

## Sestava
- Michal Dvořák
- Robert Kodym
- David Koller
- Marek Minárik

## Hosté
- Lenka Dusilová (vokály)
- Radim Hladík (kytara)
- Jaime Garvizu (charanga)
- Ivan Král (kytara, baskytara)
- Mario Klemens a Filharmonici města Prahy
- Pavel Plánka (perkuse)
- Andrej Šeban (kytara)
- Miloš Vacík (perkuse)

## Ocenění a prodejnost
Dne 18. března 1995 obdržela skupina za desku čtyři malé gramofonky předávané v rámci cen Grammy 1994 Akademie populární hudby, a to v kategoriích album roku, skladba roku (Amerika), produkce (Ivan Král), zvuk (Milan Cimfe). Během speciálního vánočního dvoukoncertu v pražské Lucerně si 23. prosince 1996 skupina převzala tehdy nejvyšší možné ocenění prodejnosti, diamantovou desku za více než 100 000 prodaných kusů alba. Podle dobového tisku dokázala skupina magickou hranici prolomit se všemi třemi svými prvními studiovými alby.
Na 20. ročníku hudebních cen Anděl byla deska vyhlášena albem dvacetiletí. V žebříčku 50 nejlepších českých alb historie rozhlasové stanice Expres FM se album umístilo na šestém místě.

## Koncertní prezentace
Na podporu prodeje alba vyrazila skupina krátce po jeho vydání nejprve na dvouapůlměsíční podzimní turné Černý kočky mokrý žáby Tour '94 čítající dvacet osm koncertů. Neustávající zájem o album a jeho stále se zvyšující prodej následně vedly k uspořádání prvního velkého turné skupiny po největších halách a amfiteátrech nazvané Samsung Tour '95 (červen až srpen 1995).

## Reedice
V roce 2013 vyšlo album v reedici na dvou LP.